# 特里扎克
特里扎克（法語：Trizac，法語發音：[tʁizak]）是法国康塔尔省的一个市镇，位于该省西北部，属于莫里亚克区。

## 地理
特里扎克（45°15'11"N, 2°32'19"E）面积44.9 平方千米，位于法国奥弗涅-罗讷-阿尔卑斯大区康塔爾省，该省份为法国中南部省份，位于法國中央高原中心，北起科雷兹省、上盧瓦爾省和多姆山省，西接洛特省和科雷兹省，南至阿韦龙省和洛特省，东临上盧瓦爾省和洛泽尔省。
与特里扎克接壤的市镇（或旧市镇、城区）包括：奥泽尔、科朗德尔、默内、勒蒙泰伊、穆萨日、圣樊尚德萨莱尔、瓦莱特、勒沃尔米耶。

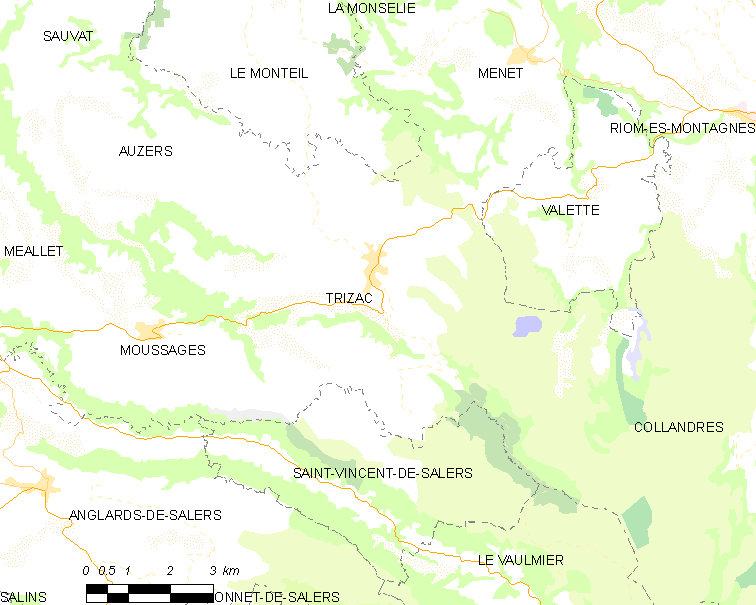
特里扎克的OSM定位图

特里扎克的时区为UTC+01:00、UTC+02:00（夏令时）。

## 行政
特里扎克的邮政编码为15400，INSEE市镇编码为15243。

## 政治
特里扎克所属的省级选区为里永埃斯蒙塔涅县。

## 人口

1962-2008年间特里扎克人口变化图示

特里扎克于2022年1月1日时的人口数量为449人。